# Distretto di Bielsko-Biała
Il distretto di Bielsko-Biała (in polacco powiat bielski) è un distretto polacco appartenente al voivodato della Slesia.

## Geografia antropica

### Suddivisioni amministrative
Il distretto comprende 10 comuni.
- Comuni urbani: Szczyrk
- Comuni urbano-rurali: Czechowice-Dziedzice, Wilamowice
- Comuni rurali: Bestwina, Buczkowice, Jasienica, Jaworze, Kozy, Porąbka, Wilkowice